# Font (plaats)
Font is een plaats en voormalige gemeente in het district Broye van het kanton Fribourg in Zwitserland. Op 1 januari 2014 ging Font op in de gemeente Estavayer-le-Lac, die op 1 januari 2017 weer opging in de fusiegemeente Estavayer.

## Geografie
De plaats ligt aan de zuidoever van het meer van Neuchâtel. Font ligt in de exclave Estavayer van kanton Fribourg in kanton Vaud. De oppervlakte van de gemeente bedraagt 2.52 km².
- Hoogste punt: 580 m
- Laagste punt: 429 m

## Bevolking
De gemeente heeft 264 inwoners (2003). De meerderheid in Font is Franstalig (95%, 2000) en Rooms-Katholiek (74%).

## Economie
37% van de werkzame bevolking werkt in de primaire sector (landbouw en veeteelt), 3% in de secundaire sector (industrie), 60% in de tertiaire sector (dienstverlening).

## Geschiedenis
Er zijn overblijfselen gevonden van bewoning in de bronstijd en de ijzertijd. In 1011 werd het dorp het eerste maal oorkondelijk vermeld toen koning Rudolf III van Bourgondië zijn vrouw de burcht van Font schonk. Deze burcht werd in 1475 door de eedgenoten in brand gestoken. Begin 14e eeuw werd de heerschap van Font, waartoe ook Cheyres behoorde opgedeeld en hoorde Font tot de heerschap van La Molière, hetgeen weer tot 1488 bij de voogdij van Estavayer hoorde. Kanton Fribourg nam de gebieden toen over. Samen met Cheyres en Châtillon werd Font een aparte voogdij in 1520 en in 1536 met La Molière samengevoegd. In 1608 werd Vuissens erbij gekocht. Van 1803 tot 1848 behoorde Font tot het district Estavayer, waarna het deel werd van het district Broye.